# 44 Toons
A 44 Toons é uma produtora brasileira de desenhos animados e jogos eletrônicos fundada em 4 de abril de 1992. O estúdio foi originado através de uma equipe de artistas que produziram uma revista sobre quadrinhos sob o nome de "44 Bico Largo", que durante o tempo se aprofundou e passou a produzir animações e jogos para computador. Em 1996 conquistou sucesso com seu jogo Gustavinho em o Enigma da Esfinge e a partir disso surgiram novos personagens e jogos no decorrer dos anos. Atualmente está concentrado em séries de animação como Nilba e os Desastronautas e Osmar, a Primeira Fatia do Pão de Forma desde 2010. 

## Produções

### Séries de TV
- Nilba e os Desastronautas (2010-2012)
- Osmar, a Primeira Fatia do Pão de Forma (2013-2015)
- Tordesilhas (2017)
- Bobolândia Monstrolândia (2018-2019)

### Longa-metragens
- BugiGangue no Espaço (2017)

### Curta-metragens
- A Lasanha Assassina (2002)
- Osmar, a Primeira Fatia do Pão de Forma (2008)
- BugiGangue Controle Terremoto (2010)